# Reprezentacja Litwy na Mistrzostwach Europy w Wioślarstwie 2007
Reprezentacja Litwy na Mistrzostwach Europy w Wioślarstwie 2007 liczyła 12 sportowców. Najlepszym wynikiem było 2. miejsce w jedynce mężczyzn.

## Medale

### Złote medale
Brak

### Srebrne medale
jedynka (M1x): Mindaugas Griškonis

### Brązowe medale
Brak

## Wyniki

### Konkurencje mężczyzn
- jedynka (M1x): Mindaugas Griškonis – 2. miejsce
- czwórka bez sternika (M4-): Oleg Semionov, Vygantas Viršilas, Valdas Varasinskas, Saulius Ritter – 10. miejsce
- czwórka bez sternika wagi lekkiej (LM4-): Donatas Auškelis, Tomas Plauška, Mantas Leknius, Petras Leknius – 9. miejsce

### Konkurencje kobiet
- jedynka (W1x): Lina Šaltytė – 11. miejsce
- dwójka bez sternika (W2-): Gabrielė Albertavičiūtė, Vaida Arbočiūtė – 6. miejsce